# Kauno diena
Kauno diena (dt. „Der Tag in Kaunas“) ist eine der führenden Tageszeitung auf dem stark von Nachrichtenwebsites dominierten Medienmarkt Litauens. Sie erscheint in Kaunas.
Kauna diena ist die Nachfolgerin der Sowjetzeitung Kauno tiesa, die 1945 gegründet wurde. Seit 1998 gehörte sie dem norwegischen Konzern Orkla Media, wurde aber im Dezember 2006 verkauft an die Investmentgesellschaft Hermis Capital. Die tägliche Auflage erreichte im Jahr 2005 38 000 Exemplare.
Zu Sowjetzeiten hieß die Zeitung Tarybų Lietuva (Sowjetlitauen, 1945–1950) und Kauno Tiesa (Kaunasser Wahrheit bzw. Kaunasser Prawda, 1950–1992).

## Chefredakteure
- 1945: Jonas Šimkus
- 1945–1950: Donatas Roda
- 1950: Juozas Chlivickas
- 1951–1953: Povilas Putrimas
- 1954–1956: Julius Čygas
- 1956–1958: V. Norvaiša
- 1958–1960: Juozas Leonavičius
- 1960–1987: Zenonas Baltušnikas
- 1987–1998: Teklė Mačiulienė
- 1999–2007: Aušra Lėka
- 2007: Kęstutis Jauniškis
- 2007–2011: Žilvinė Petrauskaitė-Taranda
- seit 2011: Jūratė Kuzmickaitė[4]